# Chapelle Saint-Yves de Vannes
Pour les articles homonymes, voir Chapelle Saint-Yves.
La chapelle Saint-Yves, est un édifice religieux catholique sis au cœur de la ville de Vannes dans le Morbihan (France). Elle est construite au XVIIe siècle comme église du collège jésuite qui lui est immédiatement voisin.   

## Localisation
La chapelle Saint-Yves borde le nord de la place Maurice-Marchais. Elle est accolée au collège Jules-Simon, ancien collège jésuite, en proximité immédiate de l'hôtel de ville.

## Histoire

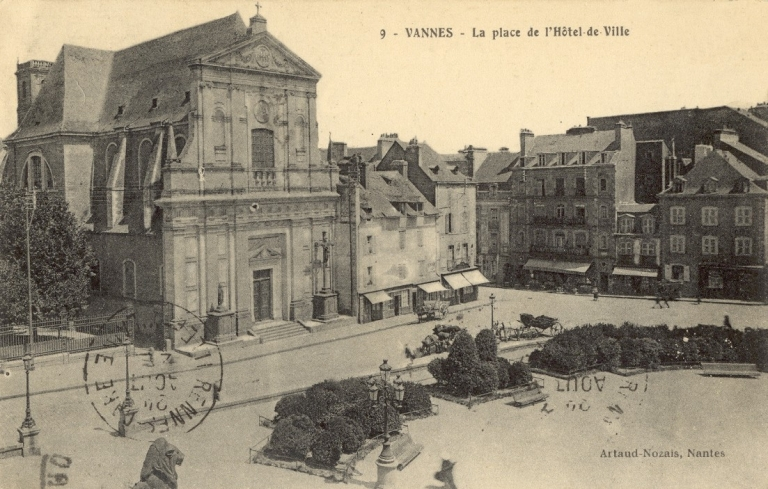
La chapelle Saint-Yves, aux environs de 1920

Le premier collège de Vannes, avec une première chapelle Saint-Yves, fut édifié en 1577. En 1629-1630, le collège et sa chapelle sont confiés aux Jésuites. La chapelle est restaurée en 1616 avant d'être reconstruite de 1661 à 1685 sur les plans du frère Charles Turmel, architecte de la Compagnie de Jésus et grâce à l'aide financière de Catherine de Francheville. La première pierre est posée le 27 septembre 1661 par Guillaume Bigarré, sieur de Cano.  Le voûtement de la chapelle est entrepris par l'architecte nantais Mathurin Bussonière en 1661. La façade de la chapelle est achevée par l'architecte vannetais Jean Caillot en 1678. La chapelle Saint-Yves, construite dans un esprit d'austérité, est inspirée des modèles baroques italiens et représentative du style jésuite de l'époque. Elle est construite alors que la ville connaît un important essor religieux avec l'installation de nombreuses communautés et la construction de couvents, maisons de retraite ou chapelles.
La chapelle fait l’objet d’une inscription au titre des monuments historiques depuis le 25 janvier 1929 et est classée au patrimoine architectural de la Région de Bretagne.

### Campagne de restauration
En 1991, la chapelle doit être fermée au public pour des raisons de sécurité. Inoccupée, son état général se détériore au fil des ans. Une première campagne de réhabilitation est menée en 2018-2019. Entre 2020 et 2021, la chapelle bénéficie d'une grande campagne de restauration. La chapelle restaurée est inaugurée le 22 janvier 2022.

## Architecture
Construite en pierres blanches, la chapelle Saint-Yves est édifiée sur un soubassement en granit. Les deux niveaux de l'édifice sont coiffés d'un haut fronton, dans lequel est gravé le monogramme traditionnel des Jésuites IHS (Jesus Hominum Salvator). Les volumes de cette chapelle sont simples, une nef unique, un chœur réduit. Catherine de Francheville, mécène, fait inscrire sur le linteau du portail Fundavit eam Altissimus (C'est le Très Haut qui a construit cette chapelle). Le gouverneur de Vannes, Claude de Lannion, fait don de 3 000 livres pour la confection en 1684 d'un retable réalisé par l'artiste nantais Jean Boffrand. Ce retable aux colonnes de marbre noir à chapiteaux corinthiens est doté d'ailes dont les niches sont meublées de deux statues. Le tableau au cœur du retable est consacré au triomphe de saint Ignace de Loyola.